# Astalor insalubris
Astalor insalubris är en stekelart som beskrevs av Giordani Soika 1989. Astalor insalubris ingår i släktet Astalor och familjen Eumenidae. Inga underarter finns listade.